# El curiós incident del gos a mitjanit
El curiós incident del gos a mitjanit (títol original en anglès The Curious Incident of the Dog in the Night-Time) és una novel·la de misteri de l'escriptor anglès Mark Haddon apareguda el 2003 i traduïda al català el 2004 per Rosa Borràs i editada per La Magrana.
El seu títol fa referència a una observació del detectiu de ficció Sherlock Holmes, creat per Arthur Conan Doyle, al conte de 1892 L'Estrella de plata, en anglès, The Adventure of Silver Blaze". Haddon va guanyar el Costa Book Awards a la millor novel·la i llibre de l'any, el Commonwealth Writers' Prize al millor primer llibre i el Guardian Children's Fiction Prize. Inusualment, es va publicar simultàniament en edicions separades per a adults i nens.

## Temàtica
La novel·la explica com el protagonista, un noi amb autisme anomenat Christopher Boone, de 15 anys, troba el gos de la veïna mort i decideix investigar-ne les causes. Haurà de superar la seva animadversió a parlar amb els adults i desconeguts per aconseguir els seus objectius i a poc a poc veurà com el món dels adults dista molt del que hauria de ser ideal.
Com que el protagonista té un gran interès per les matemàtiques el llibre conté moltes reflexions sobre aquest tema; els capítols, per exemple, estan ordenats amb nombres primers. Aquest interès també li permet ser molt més científic i seguir les cerques de Sherlock Holmes, que mantenia una obsessió per l'anàlisi objectiva dels fets.

## Protagonista
En Christopher Boone té 15 anys i va a una escola per a estudiants amb necessitats especials (un eufemisme que no li agrada) perquè pateix síndrome d'Asperger; també pateix la síndrome del savi amb les matemàtiques, té memòria fotogràfica, és extremadament observador i és patològicament incapaç de dir mentides. No obstant això té dificultats per entendre el comportament humà, les expressions i les relacions. Té un gran interès en les matemàtiques i té una rata com mascota que es diu Toby.
Christopher té molts trets que el diferencien dels altres per la seva percepció de la vida. És incapaç de reconèixer i comprendre les expressions facials, a part de les de felicitat i tristesa perquè les hi han explicat, i té dificultats per entendre les metàfores i els acudits. Li agraden les coses concretes, les llistes i els fets, té por dels estranys i dels llocs desconeguts, i el seu somni preferit és aquell en el qual tota la gent "normal" (aquells que no són com ell) estan morts i ell té llibertat de ser com és sense gent que el molesti. A més d'això, és molt sensible a la informació i als estímuls. Per això crida i reacciona amb violència quan la gent el toca. No obstant això no té problemes per estrènyer la punta dels dits als dels seus pares en gest d'amor.
Christopher odia el color groc, mentre que li encanta el vermell. Això el porta a utilitzar colorants vermells per al menjar marró i groc. Tampoc pot menjar dos tipus diferents de menjar si es toquen al plat i, a més considera que veure 3, 4 o 5 cotxes vermells seguits augura que tindrà un dia bo, molt bo, o super bo. En canvi si veu 4 cotxes grocs significa que tindrà un dia negre, i llavors no menja el seu esmorzar i no parla amb ningú. No li agrada consumir menjar de llocs estranys ni que es canviïn de posició els mobles.